# Pyrzyce (gmina)
Pour la ville, voir Pyrzyce.
Pyrzyce est une gmina mixte du powiat de Pyrzyce, Poméranie-Occidentale, dans le Nord-Ouest de la Pologne. Son siège est la ville de Pyrzyce, qui se situe environ 38 km au sud-est de la capitale régionale Szczecin.
La gmina couvre une superficie de 204,4 km2 pour une population de 19 627 habitants en 2016.

## Géographie
Outre la ville de Pyrzyce, la gmina inclut les villages de Brzesko, Brzezin, Czernice, Giżyn, Górne, Krzemlin, Krzemlinek, Letnin, Mechowo, Mielęcin, Młyny, Nieborowo, Nowielin, Obromino, Okunica, Ostrowica, Pstrowice, Ryszewko, Ryszewo, Rzepnowo, Stróżewo, Turze et Żabów.
La gmina borde les gminy de Banie, Bielice, Kozielice, Lipiany, Myślibórz, Przelewice, Stare Czarnowo et Warnice.